# Mattias Johansson (handbollsspelare)
Mattias Johansson, född 7 september 1991 i Skövde, är en svensk handbollsspelare tidigare (vänstersexa), som spelat i IFK Skövde. Johansson blev upplockad från juniorlaget inför säsongen 2010/2011.